# Condylostylus surinamensis
Condylostylus surinamensis är en tvåvingeart som beskrevs av Octave Parent 1928. Condylostylus surinamensis ingår i släktet Condylostylus och familjen styltflugor.
Artens utbredningsområde är Surinam. Inga underarter finns listade i Catalogue of Life.